# Lydnevi
Lydnevi je umjetni jezik, kojeg je izmislio Libor Sztemon.

## Abeceda
Lydnevi rabi, manje ili više, latinično pismo:
a b c d e é f g h i j k l m n o ø p q r s š t u v w x y z ž

## Fonetika
| slovo    | a | b | c | d | e | é  | f | g | h | i | j | k | l | m | n | o | ø | p | q | r | s | š | t | u | v | w | x  | y | z | ž |
| fonetika | a | b | ʦ | d | e | ɛː | f | g | h | i | j | k | l | m | n | o | ə | p | ɣ | r | s | ʃ | t | u | v | β | ɣz͡ | ɯ | z | ʒ |

| slovo    | ai | au | ch | ei | eu | nj | oi | ou | th |
| fonetika | ai̯ | au̯ | x  | ei̯ | eu̯ | ɲ  | oi̯ | ou̼ | tʰ |

## Primjer teksta na lydneviu
Prijevod molitve Oče naš na lydneviu:
Otec navo,

Jaš jési na nebesai,

Da jest posvetyn tavo nam.

Da jest prihedyn tavo kralestvo.

Da jest stanyn tavo vilja, jako na nébe, tako y na zéma.

As navo bréd e keždanyn davat i nave danas.

Ø adpoštat i nave as navo dluhem jako y me adpoštalesom i navo dluhare.

Ø nevøvedat as nave vø pokušenje, ale nesvabodat as nave é zølyn.

Navad tavo jest kralestvo y moc y slava navéke.

Amén.

## Vanjske poveznice
1. ↑  SZTEMON, Libor (2002). Lydnevi. Archive.org: <https://web.archive.org/web/20091002215506/http://ls78.sweb.cz/lydnevi.htm%26gt;
2. ↑  BERGER, Tilman (2004). "Vom Erfinden slavischer Sprachen", in REHDER, P., OKUKA, M., & SCHWEIER, U. Germano-slavistische Beiträge: Festschrift für Peter Rehder zum 65. Geburtstag, München: O. Sagner. ISBN 978-3-87690-874-8.
3. ↑  СИДОРОВАА, Марина Юрьевна, и ШУВАЛОВА, Оксана Николаевна (2006). Интернет-лингвистика: Вымышленные языки, Москва: Издательство «1989.ру». ISBN 5-98789-005-5.
4. ↑  STECOVÁ, Adriána (2010). "Umelé jazyky ako fenomén ľudskej komunikácie", in SIPKO Jozef, CHOVANEC Marek, HARČARIKOVÁ Gabriela (eds.), 5. Študentská vedecká konferencia, Prešov: Prešovská univerzita v Prešove. ISBN 978-80-555-0169-7.
5. ↑  BLANC, Joan Francés, ed. (2010). Las lengas de Libor Sztemon 2: Sorgas - Jazyky Libora Sztemone 2: Prámeny - Libor Sztemon's Conlangs 2: Sources, Vert-Saint-Denis, Edicions Talvera. ISBN 979-10-90696-00-6.
6. ↑  VAN STEENBERGEN, Jan (2011). "Towards a unified slavic language", Fourth Language Creation Conference, Groningen.
7. ↑  MEYER, Anna-Maria (2012): "Slavische Plansprachen auf dem Weg ins 21. Jahrhundert." Erscheint im Sammelband zur Konferenz junger SlavistInnen junOST in Basel, 26.-28.4.2012.